# سليمان أباد (مهاجران)
سليمان أباد (بالفارسية: سلیمان‌آباد) هي قرية تقع في إيران في Lalejin District. يقدر عدد سكانها بـ 672 نسمة .